# Dresden (film)
Dresden este un film istoric german produs în anul 2006 care a fost transmis pentru prima oară în martie 2006 pe postul ZDF. Filmul prezintă Bombardarea Dresdei în al Doilea Război Mondial de către forțele aeriene americane (USAAF) și britanice (RAF), între 13 și 15 februarie 1945, cu 12 săptămâni înainte de capitularea necondiționată a Germaniei. Bombardamentul s-a soladat cu ca. 30.000 de morți din care în cea mai mare parte erau persoane civile, iar orașul fiind aproape total distrus.

## Acțiune
Anna Mauth, o soră medicală din Dresda, este logodită cu chirurgul Alexander Wenninger. Robert Newman un pilot englez rănit se ascunde în spitalul unde lucrează Anna. Anna se îndrăgostește de Robert, cu toate că acesta a participat la bombardarea orașului fiind doborât de apărarea anteriană.
Bombardamentul puternic împiedică familia Annei și pe Robert și Wenninger să părăsească orașul. Ei vor retrăi clipele cumplite prin care a trecut populația Dresdei în orașul cuprins de flăcări. Filmul cuprinde secvențe orginale care au fost efectuate în timpul bombardamentului orașului.

## Distincții
- 2006: Deutscher Fernsehpreis (Premiul televiziunii germane) ca cel mai bun film al anului
- 2007: premiul Jupiter